# Grúzia közigazgatása

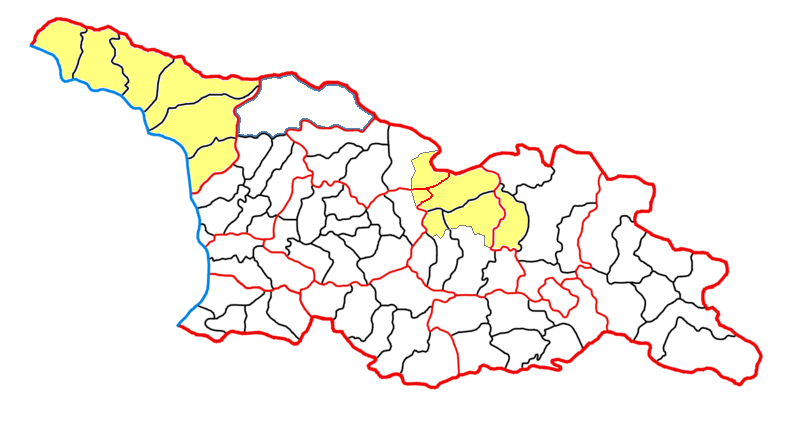
Abházia és Dél-Oszétia (sárgával kiemelve) Grúzia településeinek és régióinak térképe

Közigazgatásilag Grúzia területéhez de jure tartozik 1 országos jelentőségű város (főváros Tbiliszi ), 9 régió ( grúzul: მხარე mhare ) és 2 autonóm köztársaság ( grúzul: ავტონომიური რესპუბლიკა) Abházia és Adzsaria. 
Az Abház Autonóm Köztársaság területét, valamint az egykori Dél-Oszét Autonóm Terület  területét, amely formálisan Felső Kartli, Mcheta-Mtianeti, Racsa-Lecshumi és Alsó-Szvanéti valamint Imereti területek részeivé vált, a részlegesen elismert Abházia és Dél-Oszétia irányítják.

## Régiók
A régiók egysége (Grúzia I. szintű közigazgatási-területi egységei) 1 országos jelentőségű várost (fővárost), 9 régiót és 2 autonóm köztársaságot foglal magában.
| Régió                           | Népesség                | Népesség              | Népesség                       |                                                      |
| Régió                           | népszámlálási adatok fő | népszámlási adatok fő | 2022,01.01. becsült adatok, fő |                                                      |
| ------------------------------- | ----------------------- | --------------------- | ------------------------------ | ---------------------------------------------------- |
| Összes                          | 4 371 535               | 3 713 804             | 3 688 647                      |                                                      |
| Tbiliszi                        | 1 081 679               | 1 108 717             | 1 201 769                      |                                                      |
| Adzsaria                        | 376 016                 | 333 953               | 355 462                        |                                                      |
| Guria                           | 143 357                 | 113 350               | 105 347                        |                                                      |
| Imereti                         | 699 666                 | 533 906               | 466 648                        | Részben a de facto független Dél-Oszétia Köztársaság |
| Kaheti                          | 407 182                 | 318 583               | 304 919                        |                                                      |
| Mcheta-Mtianeti                 | 125 443                 | 94 573                | 92 351                         | Részben a de facto független Dél-Oszétia Köztársaság |
| Racsa-Lecshumi és Alsó-Szvanéti | 50 969                  | 32 089                | 27 616                         | Részben a de facto független Dél-Oszétia Köztársaság |
| Szamegrelo-Felső-Szvanéti       | 466 100                 | 330 761               | 301 213                        |                                                      |
| Szamche-Dzsavaheti              | 207 598                 | 160 504               | 148 336                        |                                                      |
| Alsó-Kartli                     | 497 530                 | 423 986               | 434 497                        |                                                      |
| Felső-Kartli                    | 314 039                 | 263 382               | 250 489                        | Részben a de facto független Dél-Oszétia Köztársaság |
| Abházia                         | 1 956                   |                       |                                | A de facto független Abház Köztársaság               |

## Önkormányzatok
A 2. szint közigazgatási-területi egységei a települések (2006-ig járások, amelyek a területalakítás előtt 1994-1996-ig I. szintű régiók voltak, az autonóm köztársaságok kivételével).
A területek és autonóm köztársaságok formálisan 67 településre oszlanak ( grúzul: მუნიციპალიტეტი ) és a velük egyenértékű regionális ( köztársasági ) alárendeltségű városok, valójában azonban Grúzia 59 önkormányzatot  és 4 regionális ( köztársasági) aláre
ndeltségű várost  és 4 regionális (köztársasági) várost foglal magában . 2016-2017-ben ugyanilyen, a településekkel megegyező státuszt kaptak ideiglenesen Ozurgeti, Telavi, Mcheta, Ambrolauri, Zugdidi, Ahalcihe és Gori regionális fővárosai, valamint az ellenőrizetlen Chinvali  . 2006-2008-ban Grúziában ideiglenesen az addig ellenőrzése alatt álló Abházia (az ún. Felső-Abházia (Azhar önkormányzat) a Kodori-szorosban ) és Dél-Oszétia (Eredvin, Kurt és Tigvin települések) területén működtek községek, amelyeknek köszönhetően a települések száma 71-re nőtt.
A települések pedig magukban foglalják a városokat (kivéve a köztársasági és regionális jelentőségű városokat, amelyek státusza megegyezik a településekkel), minden városi típusú települést ( grúzul: დაბა – daba ) és a falusi tanácsok vagy közösségek ( grúzul: საკრებულო — sakrebulo ), beleértve a közösségi falutanácsokat ( grúzul: თემის საკრებულო — temis sakrebulo ) , községi tanácsok ( grúzul: სადაბო საკრებულო : sadabbo sakrebulo )  és vidéki (falu) tanácsok ( grúzul: სოფლის საკრებულო ( szadabo szakrebulo) )  . A 2014-es népszámlálás szerint a vidéki tanácsok (közösségek) száma 941 volt  . Minden városnak és városi típusú településnek saját városi tanácsa van ( grúzul: საკრებულო — sakrebulo ). A 2014-es népszámlálás szerint 54 város és 39 városi jellegű település volt az országban  .

## Történelem

### Orosz Birodalom
A Kartli-Kaheti és Imereti királyság, a guriai, megreli, szvaneti és abház fejedelemség 19. századi Orosz Birodalomhoz csatolása után, valamint a 16. században az Oszmán Birodalom által elfoglalt egykori Szamche-Saatabago fejedelemség a 16. században az Oszmán Birodalom által elfoglalt Grúzia területén a birodalomra jellemző közigazgatási-területi struktúra jött létre. A kaukázusi alkirályságban tartományokat és régiókat hoztak létre, amelyeket megyékre és járásokra osztottak. 1917-re Grúzia történelmi területei a kaukázusi alkirályság első rendjének 7 közigazgatási-területi egysége határain belül voltak.1[forrás?] :
- Tiflisz Kormányzóság (1846-ban alakult), amely 9 körzetből áll: Ahalkalaki, Ahalcihe, Borcsali, Gori, Duseti, Szignagi, Telavi, Tioneti, Tiflisz;
- Kutaiszi kormányzóság (1846-ban alakult), amely 7 körzetből áll: Zugdidi, Kutaiszi, Lecshumi, Ozurgeti, Racsa, Szenaki, Sorapan ;
- Batumi régió (1903-ban vált el Kutaiszi tartománytól ), amely 2 körzetből áll: Artvinszki, Batumi ;
- a Karsz régió két északnyugati körzete (1878-ban alakult): Ardahan, Oltinszki ;
- Szuhumi Okrug (1903-ban eltávolították a Kutaiszi kormányzóságból különleges körzetté);
- A Fekete-tenger tartomány Szocsi kerületének Gagra szakasza (1904-ben áthelyezték a Szuhumi körzetből );
- Zakatala körzet (1903-ban eltávolították a Tiflisz kormányzóságból különleges körzetté).

A 16. században a törökök által meghódított történelmi grúz földek 1914-re az Oszmán Birodalom két vilajetjének határain belül voltak:
- Lazisztáni szandzsák, Trebizond Vilajet ;
- Kazi Iszpir, Kiszkim, az erzurumi szandzsák Tortumja, Erzurum Vilajet .

### Grúz Demokratikus Köztársaság

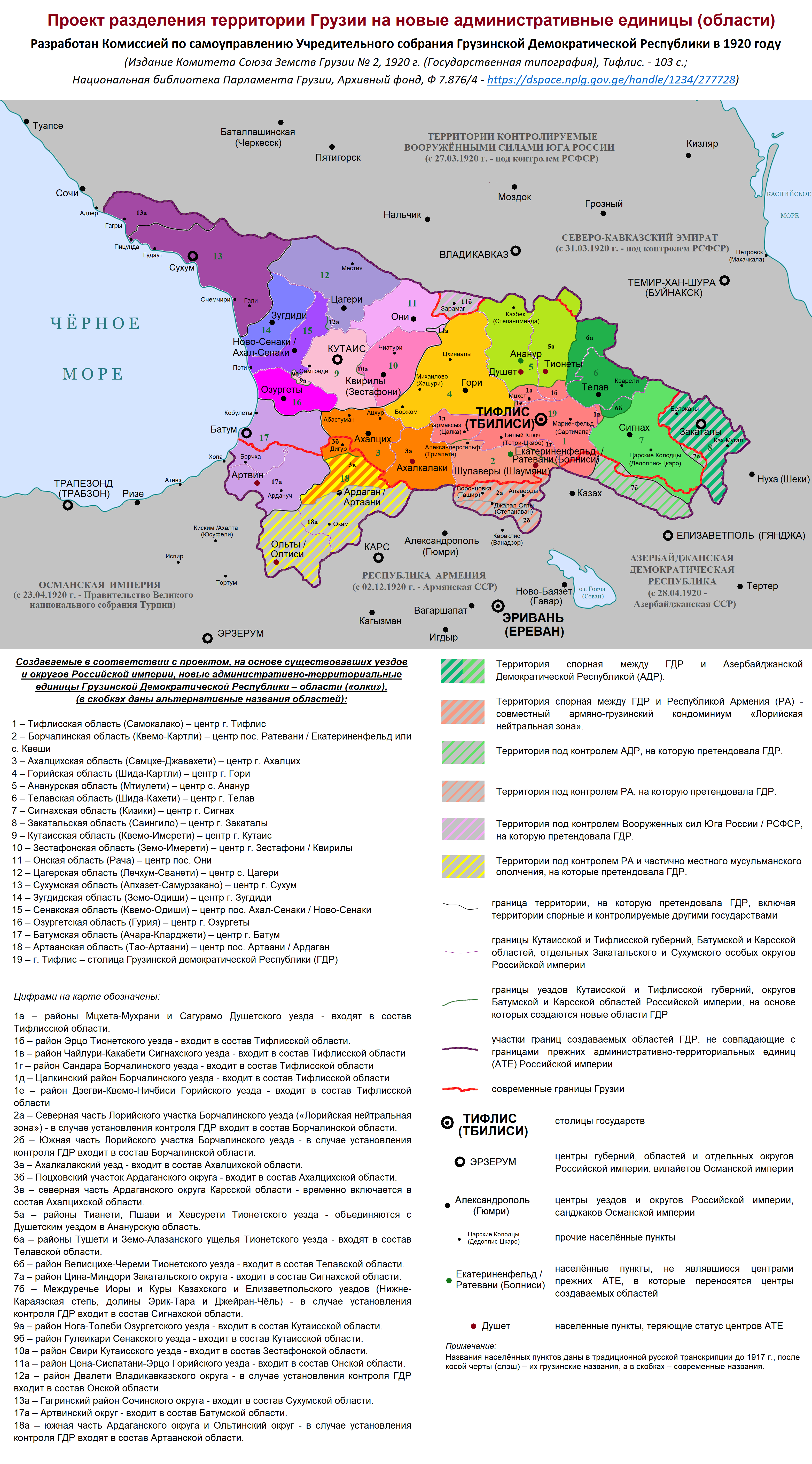
A Grúzia területének új közigazgatási egységekre (régiókra) való felosztására vonatkozó változás térképe 1920-ban.

A Grúz Demokratikus Köztársaság idején a Grúz Demokratikus Köztársaság Alkotmányozó Nemzetgyűlése Önkormányzati Bizottsága által 1920-ban kidolgozott, Grúzia területének új közigazgatási egységekre (régiókra) való felosztásáról szóló Projektnek megfelelően  a tartományokra és régiókra való felosztást megőrizték, a megyéket megyékké, régiókká nevezték át. A régiók elnevezését főként közigazgatási központjaik elnevezése alapján javasolták. Kisebb változtatásokat hajtottak végre határaikon, és több korábbi megyét és körzetet egyesítettek: Batumi és Artvin körzeteket Batumi régióvá, Ahalcihe és Ahalkalaki kerületeket Ahalcihe régióvá, Dusheti és Tianeti kerületeket Ananur régióvá. Ezenkívül három autonóm entitást hoztak létre: az Abház Autonómiát (Szuhumi régió), a Muszlim Grúzia Autonómiát (Batumi régió) és a Zakatala régiót. Kétszintű önkormányzatot vezettek be: 18 régiót és Grúzia fővárosát, az ezekkel egyenértékű Tiflisz várost (Tbiliszi) regionális szinten és 356 várost és közösséget helyi szinten. az Ardahan körzet déli része és az Olta körzet - az GDK-ellenőrzés létrejötte esetén az Artaan régió részévé válnak.
A Grúz Demokratikus Köztársaság új közigazgatási-területi egységei, régiók („olki”), amelyeket a projektnek megfelelően hoztak létre, az Orosz Birodalom meglévő megyéi és körzetei alapján (zárójelben a régiók alternatív nevei):
- Tiflisz régió (Szamokalako) - központja Tiflisz (Tbiliszi)
- Borchali régió (Kvemo Kartli) - központja. Ratevani / Jekatyerinenfeld vagy Kvesi  falu
- Ahalcihe régió (Szamche-Dzsavaheti) - központja Ahalcihe
- Gori régió (Fekső Kartli) - központja Gori
- Ananuri régió (Mtiuleti) - központja. Ananur
- Telavi régió (Felső-Kaheti) - központja Telavi
- Szignaghi régió (Kiziki) - központja Signaghi
- Zakatala régió (Szaingilo) - központja Zakatala
- Kutaiszi régió (Kvemo-Imereti) - központja Kutaiszi
- Zestafoni régió (Zemo-Imereti) - központja Zestafoni / Kvirili
- Onszkaja régió (Racsa) - központja. Azok
- Cageri régió (Lecshumi-Szvaneti) - központja. Cageri
- Szuhumi régió (Aphazet-Szamurzakan) -  központja Szuhumi
- Zugdidi régió (Zemo-Odishi) - központja Zugdidi
- Szenaki régió (Kvemo-Odisi) - a falu központja. Akhal-Senaki / Novo-Senaki
- Ozurgeti régió (Guria) - központja Ozurgeti
- Batumi régió (Adzsara-Klarjeti) - központja Batumi
- Artaan régió (Tao-Artaani) a falu központja. Artaani / Ardahan. Az Artaan régiót arra az esetre tervezték létrehozni, ha Grúzia felveszi az ellenőrzést az Ardahan körzet déli része és a Kars régió Olta körzete felett.
- Tiflisz a Grúz Demokratikus Köztársaság fővárosa.

### Grúz Szovjet Szocialista Köztársaság

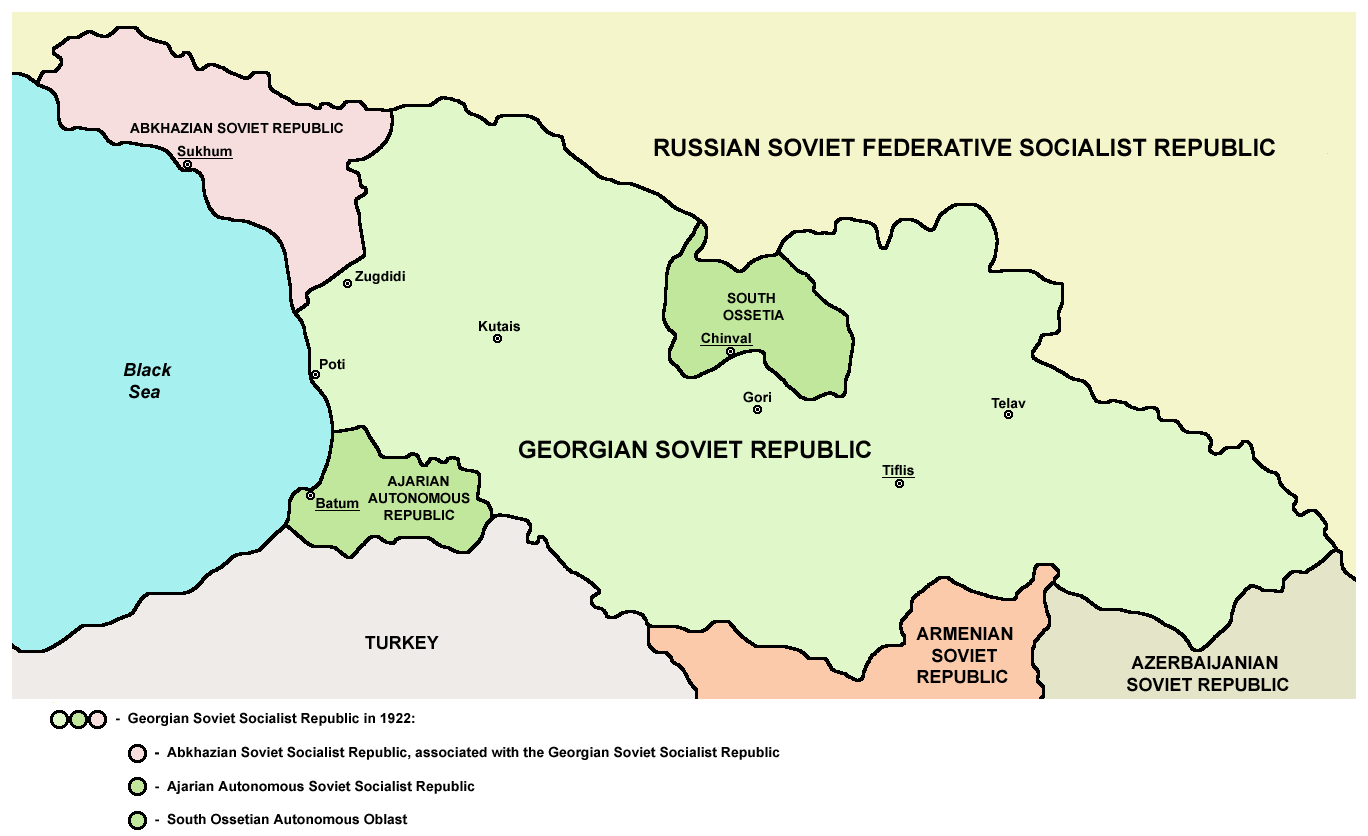
A Grúz Szovjet Szocialista Köztársaság 1922-ben.

A Szovjetunió megalakulásakor a Grúz Szocialista Tanácsköztársaság 16 megyéből (amelyek 448 volosztra vagy temesre oszlottak) és 3 autonóm egységből állt - az Abházi Szocialista Tanácsköztársaságból (1921. március 4-én alakult meg független Szovjet Szocialista Köztársaságként, miután megkötötte  Grúz Sz.SZ K. 21. decemberi szerződését1,9). szerződésen alapuló" autonóm szovjet szocialista köztársaság Grúzián belül), az Adzsarisztán Autonóm Szocialista Tanácsköztársaság (a grúz muzulmánok autonómiájaként alakult meg 1921. július 16-án) és a Dél-Oszétia Autonóm Régió (1922. április 20-án). 1929 -ben a megyék egy része járássá alakult. Ezzel egyidőben megkezdődött a megyék és a járások régiókra való felosztása.
Már 1930- ban megszüntették a járásokat és a megyéket is, és a hozzájuk tartozó régiók (1935 -ben 48 volt) a köztársaság közvetlen alárendeltségébe kerültek. Ezzel egyidejűleg köztársasági alárendeltségű városokká nyilvánítottak néhány várost, amely egyik járásba sem került be. 1931- ben a Szovjetunió Abházia státuszát leminősítették az ASSR szintjére: Abházi Autonóm Szocialista Tanácsköztársaságra (1931. február 19. – 1936. december 5.) vagy a szerződésen alapuló Abház Szovjet Szocialista Köztársaságra (1930. április 17. – 1936. december 5.). 1934-ben Dél-Oszétia Autonóm Területét Dél-Oszétia Autonóm Területre nevezték át. 1936. december 5-én, a Szovjetunió új alkotmányának elfogadása után az ASZSZRK Abháziát Abház Autonóm Szovjet Szocialista Köztársaságra, az ASZSZK Adzsarisztánt Adzsarai Autonóm Szovjet Szocialista Köztársaságra, a Dél-Oszétia AO-t pedig Dél-Oszétiai Autonóm Területre (Dél-Oszét Autonóm Regió) nevezték át.

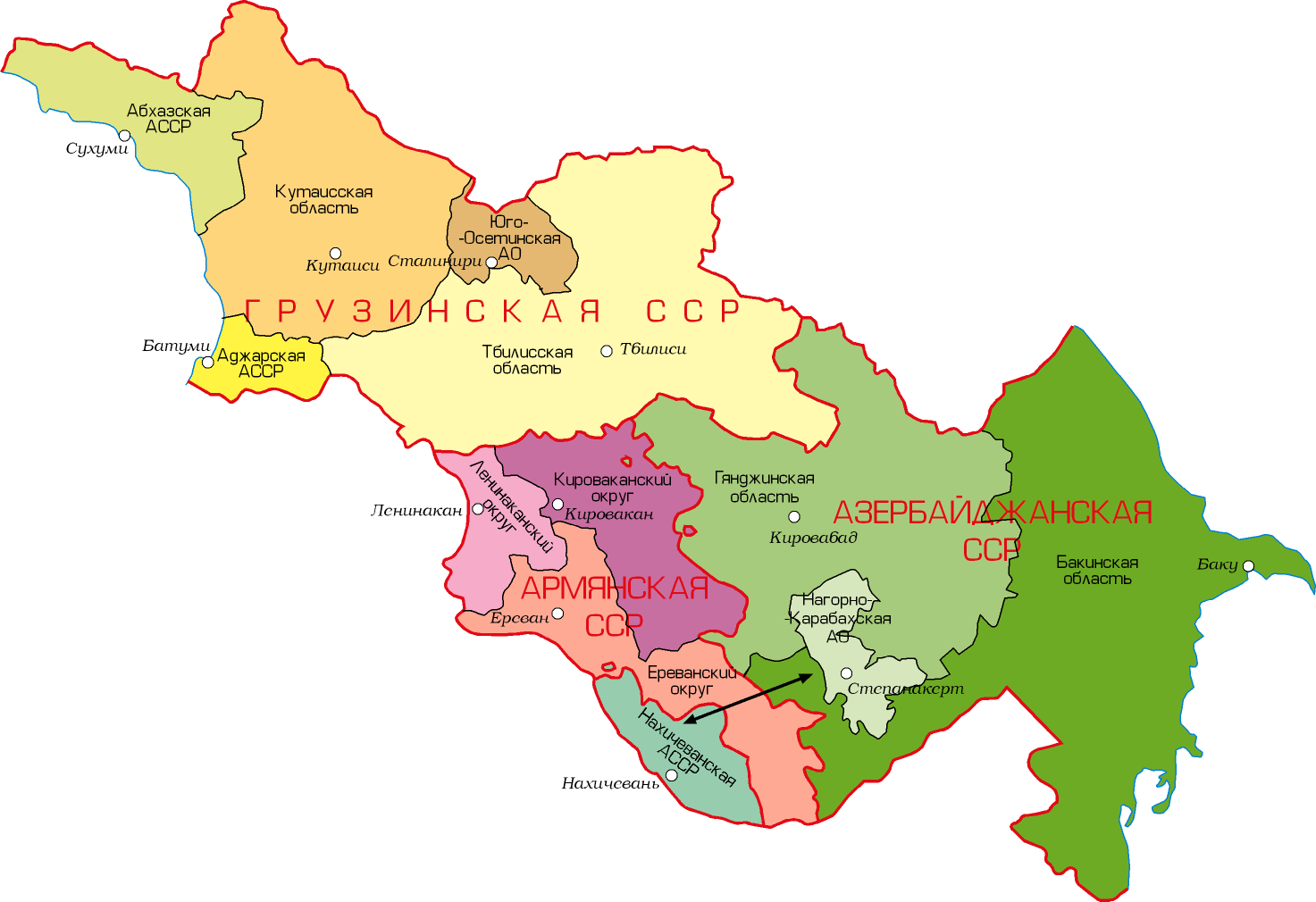
Kaukázus 1952-1953-ban

Az 1930-1950-es években fokozatosan nőtt a járások száma. 1943-1944 - ben az Észak-Kaukázus megszűnt autonómiáihoz tartozó területek egy része az Oroszországi Szovjet Szocialista Köztársaságból a Grúz Szovjet Szocialista Köztársasághoz került:
- Itum-Kalinszkij körzet ( Itum-Kali falut átnevezték Ahalhevi-nek), a Sarojevszkij körzet nyugati része, a volt csecsen-ingus SZSZK- ból a Galanchozskij és Galaskinszkij körzet déli része a Grúz Szovjet Szocialista Köztársaság újonnan megalakult Ahalhevszkij körzetéhez, valamint az egykori ASZK déli része, a Prigocsennij, mint a déli Csecseni körzethez Az észak-oszét SZSZK Gizeldonszkij körzetének cserje a Grúz SZSZK Kazbegi körzetének része lett. A fenti területek mindegyike visszakerült az Oroszországi Szovjet Szocialista Köztársasághoz 1957-ben, a Csecsen-Ingus Autonóm Szovjet Szocialista Köztársaság helyreállítása során.
- Mikojanovszkij ( Mikojan-Szahar városát Kluhori névre keresztelték) és az Ucskulanszkij körzeteket az egykori Karacsáj Autonóm Területből, valamint a Kabard-Balkár ASZK Elbrusz és Nagornij körzeteinek déli részeit - megalakult a Grúz SZSZK Kluhorszkij kerülete . 1955. március 14-én a Szovjetunió Legfelsőbb Tanácsa Elnökségének rendeletével a Kluhorszkij kerületet az OSZSZK Sztavropol területére helyezték át.

Az 1950-es évek elején kísérlet történt regionális egységek létrehozására: a Szovjetunió Legfelsőbb Tanácsa Elnökségének 1951. november 5-i rendeletével létrehozták a Tbiliszi (Dél-Oszétia kivételével egész Kelet-Grúziát egyesítő) és Kutaiszi (Nyugat-Grúzia régiói, kivéve Adzsária és Abházia) régiókat. 2 év elteltével a kísérletet kudarcnak minősítették, és a Szovjetunió Legfelsőbb Tanácsa Elnökségének 1953. április 23-i rendeletével mindkét régiót felszámolták.
1990. szeptember 20-án a Dél-Oszét Autonóm Régió Népi Képviselői Tanácsa kikiáltotta a Dél-Oszét Szovjet Demokratikus Köztársaságot, erre válaszul 1990. december 11-én Grúzia Legfelsőbb Tanácsa felszámolta a Dél-Oszét Autonóm Régiót . 1991. december 21-én Dél-Oszétia Legfelsőbb Tanácsa elfogadta a Dél-Oszétia Köztársaság Függetlenségi Nyilatkozatát. A grúz-dél-oszét konfliktus eredményeként Dél-Oszétia de facto függetlenné vált. 1990. augusztus 25-én az Abház SZSZK-t szuverén Abház Szovjet Szocialista Köztársasággá kiáltották ki. 1992. július 23-án Abházia Legfelsőbb Tanácsa átnevezte az Abház SSR-t Abház Köztársaságnak, felmondta az Abház SZSZK 1978-as alkotmányát, és kimondta az Abház SZSZK 1925-ös alkotmányának (alaptörvényének) visszaállítását, amely viszont az Abházia SZSZK státuszát a Georgia államnak adott. Ezek a nézeteltérések fegyveres konfliktushoz vezettek (lásd Grúz-Abház konfliktus ), amelynek során Abházia de facto függetlenné is vált.

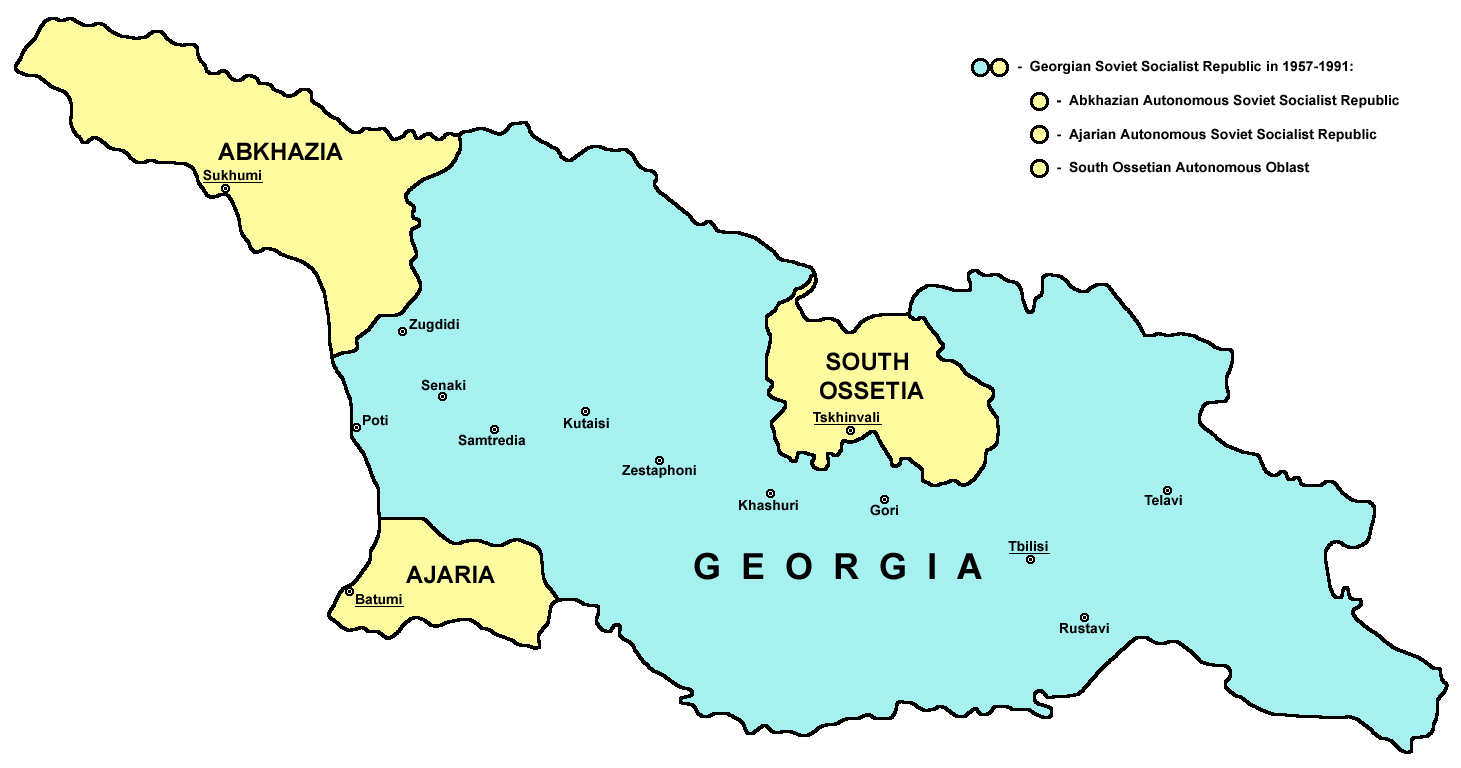
A Grúz SZSZK 1957-1991-ben

### Grúzia
Az 1990-es évek végén Grúziában egy további (a körzetek feletti) hierarchikus szintű közigazgatási egységet vezettek be - a régiókat ( grúzul: მხარე, pl . (ch. მხარეები mkhareebi ).
2006-ban minden járás önkormányzattá alakult.

## Lásd még
- ISO 3166-2:GE
- Területi nézeteltérések Grúzia és a szomszédos országok között
- Grúzia történelmi régiói

## Fordítás
Ez a szócikk részben vagy egészben  a(z)   Административно-территориальное деление Грузии című orosz Wikipédia-szócikk fordításán alapul.  Az eredeti cikk szerkesztőit annak laptörténete sorolja fel. Ez a jelzés csupán a megfogalmazás eredetét és a szerzői jogokat jelzi, nem szolgál a cikkben szereplő információk forrásmegjelöléseként.